# Internet Explorer 11
Internet Explorer 11 (IE11) es la última versión del descontinuado Internet Explorer, un navegador web de Microsoft. Fue lanzado oficialmente el 17 de octubre de 2013 para Windows 8.1 y el 7 de diciembre de 2013 para Windows 7. El navegador también se incluyó con Windows 10 en su lanzamiento el 29 de julio de 2015, pero Microsoft Edge es el navegador predeterminado en esta versión de Windows. Es el navegador predeterminado incluido con Windows Server 2016. Después del 12 de enero de 2016, sólo la versión más reciente de Internet Explorer, que se ofrecerá para su instalación en un sistema operativo Windows determinado, seguirá siendo compatible con actualizaciones de seguridad, que durarán hasta el final del ciclo de vida de soporte para ese sistema operativo Windows. En Windows 7, 8.1 y 10, sólo Internet Explorer 11 recibirá actualizaciones de seguridad para el resto de esos ciclos de vida compatibles con las versiones de Windows.
Internet Explorer 11 estuvo disponible para Windows Server 2012 y Windows Embedded 8 Standard en abril de 2019. Es la única versión compatible de Internet Explorer en estos sistemas operativos desde el 31 de enero de 2020.
El 17 de agosto de 2020, Microsoft publicó una línea de tiempo que indica que Microsoft Teams dejará de admitir Internet Explorer 11 el 30 de noviembre de 2020, mientras que los productos Microsoft 365 finalizaron la compatibilidad con Internet Explorer 11 el 17 de agosto de 2021. Sin embargo, el navegador en sí existirá y recibirá actualizaciones de seguridad mientras Windows 10 sea compatible.

## Cambios
IE11 presenta una interfaz de las herramientas de desarrollo renovada, soporte para WebGL y escalado avanzado para pantallas de alta densidad, representación previa y captura previa. Después del lanzamiento, IE11 obtuvo soporte para HTTP/2.
IE11 soporta SPDY en Windows 8.1. Además, IE11 soporta las API de Pantalla Completa y Orientación, CSS Flexbox y soporte para bordes de imágenes CSS, mejoras en JavaScript, API de Criptografía Web, subtítulos en vídeo, contenido multimedia codificado y un mejorado editor HTML. IE11 usa Transport Layer Security v1.2 como el protocolo predeterminado para conexiones seguras y desaprueba el algoritmo de cifrado RC4.
Internet Explorer 11 para Windows RT no es compatible con Java y otros complementos.

### Funciones eliminadas
- IE11 ha dejado obsoleto document.all, lo que significa que el código que verifica su presencia no lo detectará, pero el código que realmente lo usa continuará funcionando.[20] Además, la API propietaria attachEvent se ha eliminado.[17]
- Pestañas rápidas (CTRL + Q)[21]
- El comando Trabajar sin conexión eliminado del menú Archivo[22]
- Usar iconos grandes para botones de comando
- Algunas configuraciones de directiva de grupo ya no son compatibles.[23]
- Posibilidad de ver todas las cookies a la vez a través de Herramientas de desarrollador
- Posibilidad de desactivar la navegación con pestañas
- Autocompletar = "off" para tipo de entrada = "password"

### Funciones adicionales
- El KB3058515 lanzado el 9 de junio de 2015 agregó compatibilidad con HTTP con Seguridad de Transporte Estricta para IE 11.[24][25]
- KB3139929 incluye un parche que agrega publicidad de la oferta de actualización de Windows 10 a la nueva página de pestañas.[26]

## Historia
Aunque una versión interna de IE11 se filtró el 25 de marzo de 2013, su primera versión preliminar no se lanzó formalmente hasta junio de 2013, durante la conferencia Build 2013, junto con la versión preliminar de Windows Server 2012 R2 y Windows 8.1. El 25 de julio de 2013, Microsoft lanzó la vista previa para desarrolladores de Internet Explorer 11 para Windows 7 y Windows Server 2008 R2.